# Иконников, Василий Дмитриевич
Васи́лий Дми́триевич Ико́нников (1901, Выкса — 1965, Горький) — советский хозяйственный деятель, металлург.

## Биография
Родился в 1901 году в селе Выксе Ардатовского уезда Нижегородской губернии. Начал трудовую деятельность к качестве чертёжника на Выксунском металлургическом заводе, в том же году перешёл на работу техника на Кулебакский металлургический завод, где работал техником до 1920 года. В 1920 году вернулся в Выксу, где работал в качестве техника Приокского горного округа на Выксунском металлургическом заводе до 1922 года. С 1922 по 1927 годы проходил обучение в Московском институте народного хозяйства, после окончания которого в течение года продолжил работу в качестве техника Приокского горного округа на Выксунском металлургическом заводе. С 1928 по 1937 годы работал последовательно инженером цеха, заместителем начальника цеха, начальником цеха, заместителем технического директора на Кулебакском металлургическом заводе. В 1937 году назначен временно исполняющим обязанности технического директора того же завода. 10 октября 1937 года исключён из кандидатов в члены партии как не заслуживающий политического доверия, в том же месяце арестован. Находился в заключении до января 1940 года. Приговором военного трибунала Московского военного округа от 11—24 января 1940 года был оправдан и выпущен из тюрьмы. Вернулся в Кулебаки на должность диспетчера металлургического завода. В том же году назначен на должность начальника цеха. С 1945 по 1946 годы исполнял обязанности начальника цеха Кулебакского завода № 178. С 1946 по 1948 годы — директор завода № 2 в посёлке Досчатое Выксунского района. С 1948 по 1955 годы работал в городе Горьком (ныне — Нижний Новгород) на заводе «Красное Сормово» начальником цеха. В 1955 году вышел на пенсию. Скончался в 1965 году в городе Горьком.

## Награды
Награждён орденом «Знак Почёта», медалью «За трудовое отличие» и другими наградами.